# Лобастови
Лоба́стови (рос. Лобастовы) — присілок у складі Орічівського району Кіровської області, Росія. Входить до складу Шалеговського сільського поселення.
Населення становить 2 особи (2010, 2 у 2002).
Національний склад станом на 2002 рік — росіяни 100 %.